# Mühlbach am Hochkönig
Mühlbach am Hochkönig is een gemeente in de Oostenrijkse deelstaat Salzburger Land, en maakt deel uit van het district Sankt Johann im Pongau.
Mühlbach am Hochkönig telt 1622 inwoners.

## Geografie
De gemeentelijke gebied bestaat uit twee delen (in haakjes bevolking op 31 oktober 2011):
- Mühlbach am Hochkönig (1361)
- Schlöglberg (155)

De gemeente bestaat uit districten Mühlbach en Schlöglberg.
- Gemeinsame Normdatei: 4498834-5
- Library of Congress Control Number: nr98011896
- Nationale Bibliotheek van Tsjechië: ge321411
- Nationale Bibliotheek van Israël: 987007535732005171
- Virtual International Authority File: 128294539

Altenmarkt im Pongau ·
Bad Gastein ·
Bad Hofgastein ·
Bischofshofen ·
Dorfgastein ·
Eben im Pongau ·
Filzmoos ·
Flachau ·
Forstau ·
Goldegg im Pongau ·
Großarl ·
Hüttau ·
Hüttschlag ·
Kleinarl ·
Mühlbach am Hochkönig ·
Pfarrwerfen ·
Radstadt ·
St. Johann im Pongau ·
St. Martin am Tennengebirge ·
St. Veit im Pongau ·
Schwarzach im Pongau ·
Untertauern ·
Wagrain ·
Werfen ·
Werfenweng